# Gérard Moreau
Gérard Auguste Pierre Victor Moreau (Herve, 29 juli 1806 - Brussel, 27 september 1880) was een Belgisch volksvertegenwoordiger en burgemeester.

## Levensloop
Moreau was een zoon van Jean Moreau en van Anne Parmentier. Hij trouwde met Elise Nicolaï en vervolgens met Joséphine Pierret.
Hij promoveerde tot doctor in de rechten (1828) aan de Universiteit van Luik. Hij vestigde zich als advocaat bij de balie van Verviers.
Hij was burgemeester van Herve (1837-1869) en provincieraadslid (1844-1847).
In 1847 werd hij verkozen tot liberaal volksvertegenwoordiger voor het arrondissement Verviers en vervulde dit mandaat tot in 1870.
Van 1872 tot aan zijn dood was hij, na zijn politieke carrière, nog raadsheer bij het Rekenhof.